# Стабло копривића у Улици Војводе Бојовића у Новом Саду
Стабло копривића у Улици Војводе Бојовића у Новом Саду је споменик природе у поступку заштите.

## Опис природног добра
Природно добро под заштитом је стабло копривићa Celtis australis L. које заузима површину од 133 m2.
Род копривића (Celtis, syn. Sparrea Hunz. et Dottori) је један од девет родова породице конопље (Cannabaceae Martynov) са 60-70 врста листопадног дрвећа распрострањених у топлим умереним регионима северне хемисфере, у јужној Европи до централне Африке, јужној и источној Азији, и Јужној, Централној и Северној Америци, Род је присутан у фосилним остацима у Европи од миоцена.

## Локација
Налази се у дворишту грчкокатоличке Плебаније, у насељу Роткварија, у Новом Саду, на адреси Војводе Бојовића број 2. 

## Режим заштите
Заштићено природно добро налази се под режимом заштите III степена.
Покрајински завод за заштиту природе доставио је 26. новембра 2021. године Студију заштите Споменика природе „Стабло копривића у Улици Војводе Бојовића у Новом Саду” Градској управи за заштиту животне средине Града Новог Сада, као надлежном органу.